# Mijn Vlaanderland (lied)
Mijn Vlaanderland is een Nederlandstalig lied van de Belgische artiest Willem Vermandere uit 1995.
Het nummer verscheen op de elpee Mijn Vlaanderland.
Later werden nog twee versies opgenomen die op plaat verschenen: een voor het televisieprogramma De zevende dag uit 1996, en één in 2000 die verscheen op de Willem Vermandere box.

## Meewerkende artiesten
- Muzikanten:
  - Bart Caron (contrabas)
  - Frank Tomme (accordeon)
  - Freddy Desmedt (dwarsfluit, klarinet en sopraansaxofoon)
  - Geert Verlinde (piano)
  - Pol De Poorter (folkgitaar en mandoline)
  - Willem Vermandere (akkoordciter, basklarinet, chalumeau, folkgitaar en zang)